# Cordula Zielonka
Cordula Zielonka (* 1986) ist eine deutsche Schauspielerin.

## Leben und Karriere
Cordula Zielonka erwarb ihre Schauspielkenntnisse 2006 bis 2010 am Schauspielstudio Berlin. 2012 nahm sie Schauspielunterricht im HB Studio in New York. Seit 2008 hatte Zielonka Engagements an verschiedenen Theaterhäusern in Berlin. In einer Episode der ZDF-Vorabendserie Bettys Diagnose spielte sie eine tragende Rolle. Einem größeren Publikum bekannt wurde sie 2017 durch ihre Rolle der hörenden Tochter eines gehörlosen Ehepaares in der Fernsehserie Frühling. Cordula Zielonka überzeugte in ihrer Darstellung, da sie fließend die Deutsche Gebärdensprache beherrscht. Sie lebt in Berlin.

## Filmografie
- 2008: Klaus (Kurzfilm)
- 2016: Bettys Diagnose (Fernsehserie, Episodenrolle)
- 2016: Chekhov on the Road (Kurzfilm)
- 2017: Frühling – Schritt ins Licht (Fernsehreihe)
- 2018: Der Bergdoktor – Die Andere (Fernsehserie, Episodenrolle)
- 2020: Der Bozen-Krimi – Tödliche Stille
- 2020: Marlene (Regie: Andreas Resch)